# Жуанне, Тома
Тома Жуанне (род. 30 сентября 1970 года) — французский киноактёр.

## Биография
Тома Жуанне появился на свет 30 сентября 1970 года в швейцарской Женеве в семье француза родом из города Блуапознакомился с матерью Тома немецкого происхождения в Женеве где будущий актер родился. В 18-летнем возрасте он перебирается в Париж. Там он поступает в театральную школу.
Первые годы карьеры Тома перебивается малозаметными ролями в театре и на ТВ, пока в 1998 году не сыграет первую значительную роль в фильме Арно Селиньяка «Уик-энд» в компании Мишель Ларок и Пьера Ардити. В 2001 актёр снимается в нашумевшем боевике «Ямакаси: Новые самураи».
На  данный момент на счету Тома Жуанне свыше 70 работ в кино, на ТВ и театре.

## Личная жизнь
На протяжении 8 лет состоял в отношениях с актрисой Александрой Лэми. От этого брака у Тома  есть дочь Хлоэ (17.10.1997) - французская актрисаполучившая свою известность благодаря роли Софи Ломбарди в сериале «Ривьера».
С 19 июля или 26 июня 2010 года женат на французской актрисе Армель Дойч (22.02.1979). У пары две дочериПо имени Мадо и ИзеНа 2025 годсемья живёт в Луар и Шер

## Избранная фильмография
| Год       |    | Русское название                     | Оригинальное название                       | Роль                         |
| --------- | -- | ------------------------------------ | ------------------------------------------- | ---------------------------- |
| 1993      | с  | Академия моделей.                    | Classe mannequin                            | Томас                        |
| 1997      | с  | Сен-Тропе                            | Sous le soleil                              | Матиас                       |
| 1998      | тф | Уик-энд                              | Week-end!                                   | Оливье                       |
| 2000      | ф  | Так поступают настоящие женщины      | Femmes de loi                               | Фредерик Клейн               |
| 2000      | ф  | Дитя стыда                           | L'enfant de la honte                        | Билли Мак Блэк               |
| 2001      | ф  | Ямакаси: Новые самураи               | Yamakasi - Les samouraïs des temps modernes |                              |
| 2003      | тф | Орельен                              | Aurélien                                    | Франсуа де Барбентен         |
| 2004      | ф  | Всё ради денег                       | Tout pour l'oseille                         | Фредерик                     |
| 2004      | ф  | Молчание моря                        | Le silence de la mer                        | капитан Вернер фон Эббреньяк |
| 2005—2008 | с  | Секс в большом Париже                | Clara Sheller                               | Антони                       |
| 2005      | ф  | Любовь в воздухе                     | Ma vie en l'air                             | пилот                        |
| 2006      | тф | Анри Дюнан: Красный на перекрестке   | Henry Dunant: Du rouge sur la croix         | Анри Дюнан                   |
| 2007      | ф  | Двойник Агаты                        | Agathe contre Agathe                        | Антуан                       |
| 2007      | ф  | Моё место под солнцем                | Ma place au solei                           | Кристоф                      |
| 2008      | ф  | Реальная любовь 2: Парижские истории | Modern Love                                 | Виктор                       |
| 2008      | ф  | Графиня де Монсоро                   | La dame de Monsoreau                        | Бюсси д'Амбоас               |
| 2009      | ф  | Мёртвая королева                     | La reine morte                              | дон Педро, принц Португалии  |
| 2010      | ф  | Каштаны пустыни                      | Les châtaigniers du désert                  | Брис де Жилло                |
| 2011      | ф  | Юкико                                | Yukiko                                      | хирург                       |
| 2012      | ф  | Любовь живёт три года                | L'amour dure trois ans                      | тренер по сёрфингу           |
| 2012      | ф  | Мой путь                             | Cloclo                                      | Ален-Доминик Перрин          |
| 2012      | ф  | Банда Пикассо                        | La banda Picasso                            | Анри-Пьер Роше               |
| 2013      | ф  | Полицейский в супермаркете           | Flic de supermarché                         | Пьер Сольви                  |
| 2014      | с  | Кандис Ренуар                        | Candice Renoir                              | Жюльен Лассаль               |